# Convento de Santo Domingo (Cartagena)

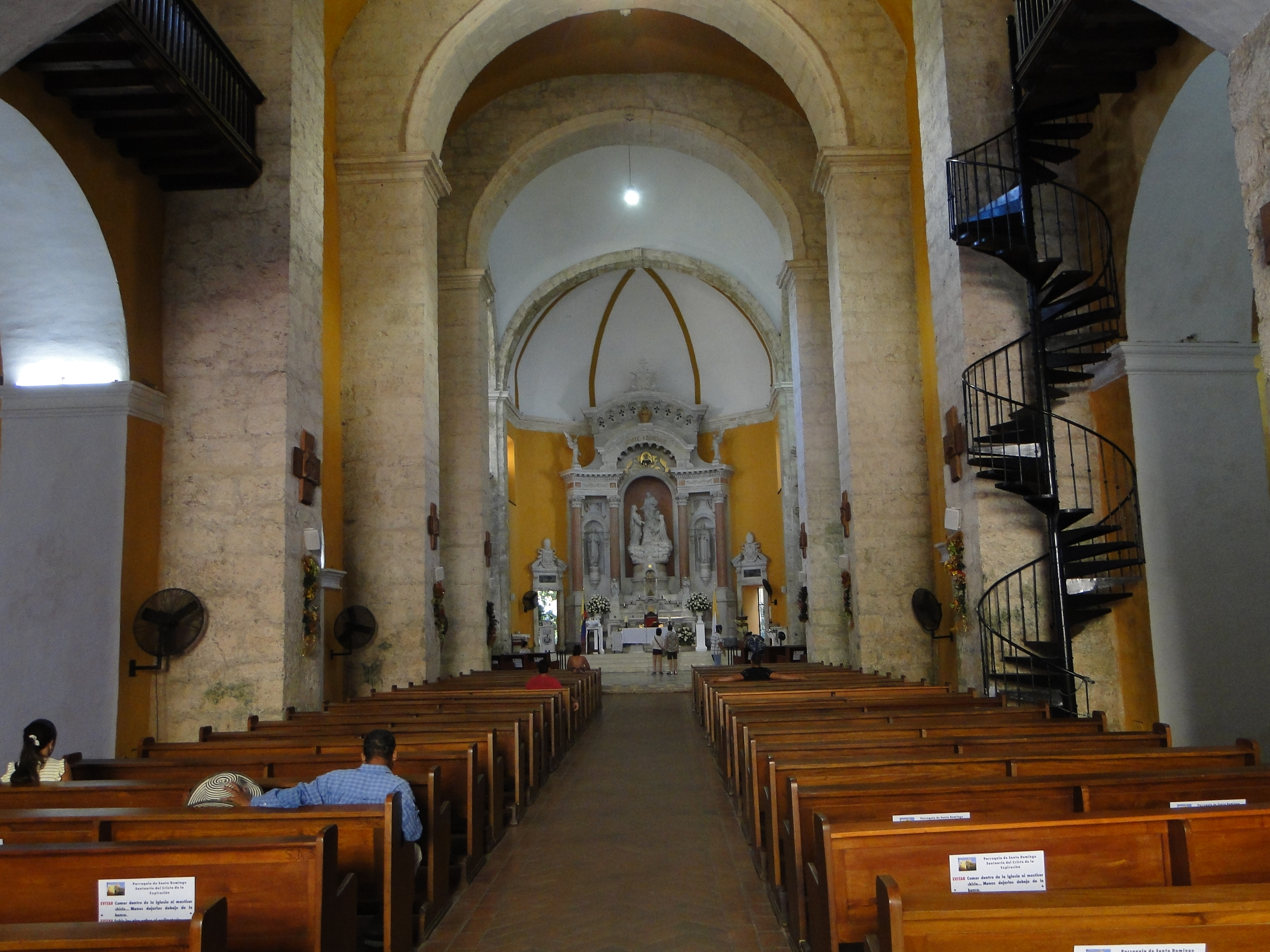
Interior de la Iglesia de Santo Domingo.

El Convento de Santo Domingo fue un convento establecido a partir del siglo xvi en la ciudad de Cartagena de Indias, en Colombia. Su nombre canónico era "Convento de San Daniel". Hasta el siglo xix mantuvo una comunidad de frailes de la Orden de Predicadores o Dominicos. Luego el edificio fue expropiado y entregado a la diócesis de Cartagena, sirviendo como seminario, colegio y luego instituto de bellas artes. Recientemente fue restaurado. Es uno de los sitios turísticos más importantes de la ciudad.

## Origen del convento
En 1531, Dos años después del primer arribo de los frailes dominicos a las costas del llamado “Nuevo Reino de Granada” y siguiendo el método utilizado de evangelización unido a la Conquista, un pequeño grupo de ellos acompañó al conquistador Pedro de Heredia en su tarea de exploración de la región de Calamarí.
En junio de 1533, se fundó la ciudad de Cartagena de Indias, pensada desde un comienzo como una ciudad-puerto de gran relevancia para la tarea colonizadora. Por eso, tres meses más tarde, se tramitó la creación de una diócesis en esta sede, la segunda de estas tierras, después de Santa Marta. Como primer obispo, se eligió al dominico nacido en la ciudad española de Toro Fray Tomás de Toro y Cabero, preconizado el 24 de abril de 1534. Su gobierno fue breve, pues falleció dos años después, tras enfrentar serias luchas con los encomenderos, en cabeza del mismo Pedro de Heredia, debido a sus excesos con los indígenas.
Desde el origen mismo de la ciudad, los frailes se dedicaron a la enseñanza de la doctrina cristiana a los naturales encomendados, en pueblos y aldeas de la región. Como la nueva población prosperaba, se pensó en crear un convento, que sirviera de base para las tareas de evangelización, y contribuyera a la formación intelectual y a la observancia. Así, mientras se expedían las bulas para el segundo obispo de la diócesis, el también dominico Fray Gerónimo de Loayza, se envió la orden de organizar un convento regular en la ciudad, que comenzó a construirse ese año, bajo el patrocinio de "San José", aunque todo el mundo lo conoció como "Santo Domingo" debido a que este era el santo fundador de la orden religiosa de los Dominicos. Su primer prior fue Fray Juan de Ávila.
La primera sede del convento estuvo ubicada en la “Plaza de la Yerba” (Plaza de los Coches) y no era más que un cobertizo provisional de paja y barro, poco resistente. Y aunque existía lo esencial, la vida comunitaria, el edificio aún demoró en ser levantado.

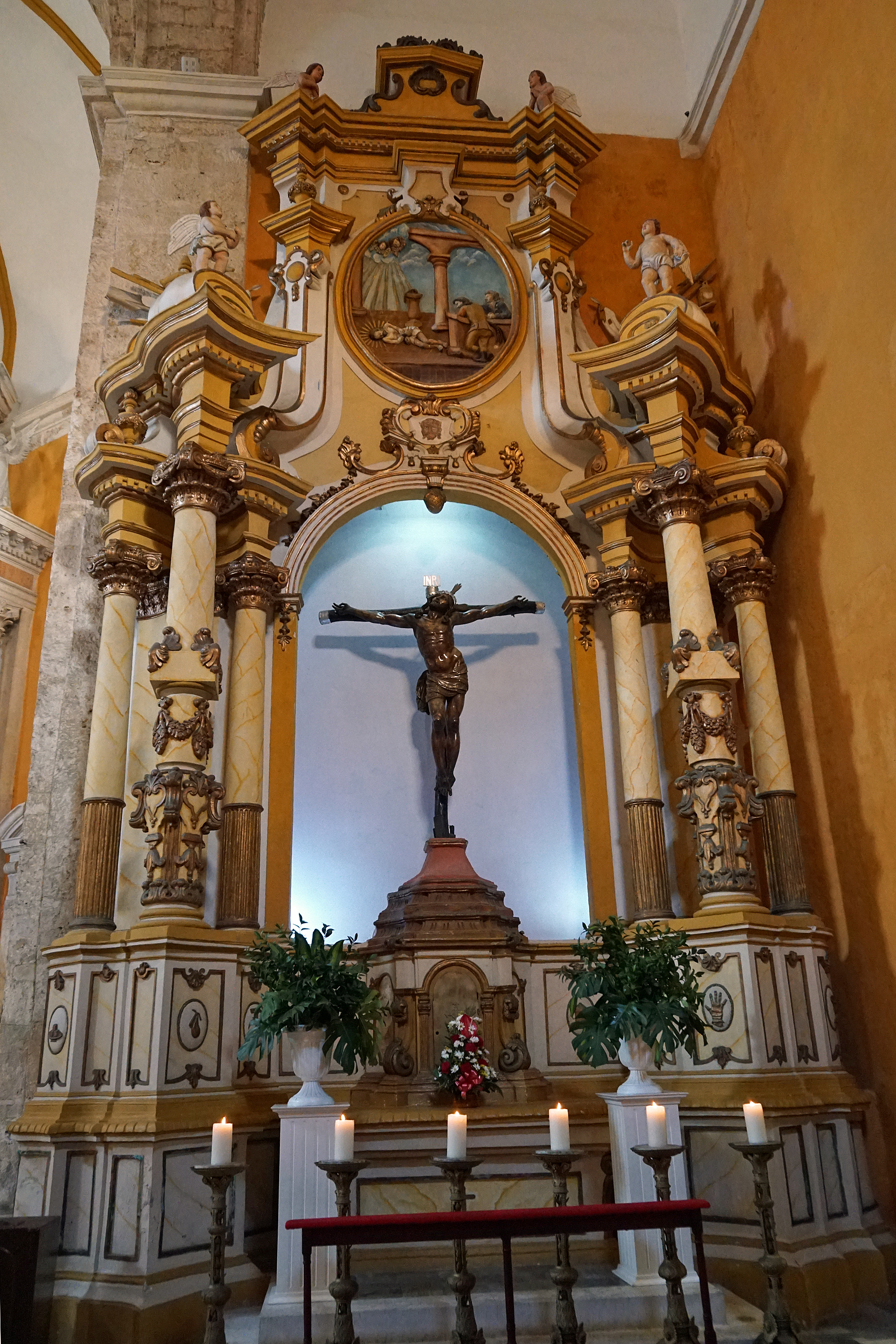
Altar menor con la imagen de madera del "Cristo de la Expiración"

Luego de un agitado cruces de cartas, informes, peticiones y cédulas, hacia 1549, gracias a la iniciativa de Fr. José de Robles, se inició la construcción de la sede del Convento. En febrero de 1552 un incendio destruyó la ciudad y debió buscarse un mejor sitio para el cenobio dominicano, en un solar donado por Francisco Lípari. Como era usual, el trabajo estuvo totalmente a cargo de los indígenas de las encomiendas, quienes, además, tuvieron que entregar parte de sus propios bienes. El aporte de los encomenderos españoles en un comienzo fue mínimo. Por ello, la edificación inicial no era gran cosa: una rústica casa de paja y barro, con una capilla, en la cual, por su fragilidad “no se podía tener el Santísimo Sacramento, sobre todo por el peligro de los incendios”, según se lee en los documentos.
Vinieron luego años de estancamiento, en donde, a pesar de los esfuerzos de los frailes, los españoles de la ciudad se resistían a colaborar en la construcción de la sede conventual. Mientras tanto, por sus puertas entraron y salieron numerosas misiones dominicanas provenientes de España, con destino a diversas regiones del Nuevo Mundo.
Por fin, hacia 1565, el prior Fr. Pedro Mártir Palomino, al ver que la casa amenazaba ruina, encomendó a los frailes doctrineros, aprovechar las predicaciones de la Cuaresma “a ver si podían hacer algún fruto con sus sermones y conseguir alguna limosna para empezar el suntuoso edificio de nuestra iglesia y convento”.

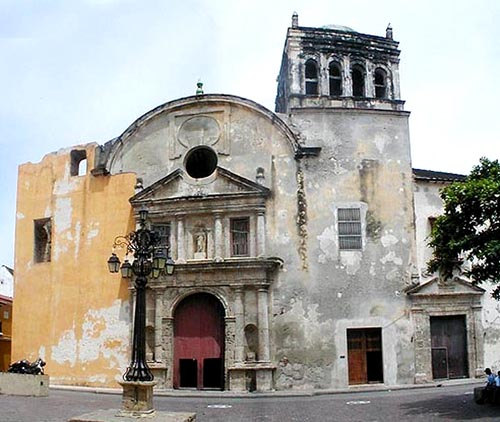
Iglesia del Convento de Santo Domingo de Cartagena de Indias, antes de su restauración.

Y aunque existía el empeño por edificar, los fondos aparecieron muy lentamente, por lo cual dicho proceso de construcción demoró aproximadamente 150 años. Así, al tiempo que se edificaba, debía repararse lo que ya estaba construido y que se deterioraba rápidamente en la calurosa atmósfera cartagenera. Las obras sólo comenzaron en 1578. Dos años después, del nuevo convento sólo existían las bases y los oficios religiosos continuaban realizándose en sitios provisionales; mientras tanto, los numerosos frailes se las arreglaban para vivir en sólo siete celdas de tabla. Y aunque en 1596 el Rey ordenó un auxilio de 5.000 pesos para el convento de Santo Domingo y el de San Agustín, en 1623 el techo de la iglesia conventual apenas cubría la mitad de recinto. Por fin, en 1630 se terminó el templo, pero al concluir el siglo xvii aún el primer claustro conventual permanecía inacabado, y encontramos todavía en 1730 referencias a donaciones realizadas por el Rey con destino a la construcción y reparación del Convento.
La cuantiosa inversión y el largo trabajo produjeron un edificio no muy atractivo por fuera, como afirma el cronista Fray Alonso de Zamora, quien lo describió a comienzos del siglo xviii como un convento de “amarillenta fachada; esas ventanas enrejadas que parecen una prisión, esa maciza iglesia, cuyos techos redondeados semejan una gigantesca tortuga, esa cúpula aplastada, ese tosco campanario cuadrangular, esa torre inconclusa, cuyos muros agrietados en ruinas están cubiertos de vegetales y sirven de abrigo a los búhos, todo eso causa una profunda tristeza”, nada que ver con la imponencia exterior del otro gran convento dominicano en la Nueva Granada, el convento de Nuestra Señora del Rosario o "Santo Domingo", de Santa Fe. Sin embargo, prosigue el cronista, “todo eso se cambia en admiración cuando uno franquea el umbral y contempla el grandioso cuadrilátero de los claustros, de diez metros de altura y proporcionalmente anchos, en dos pisos”; un edificio amplio y ventilado, sencillo, grande, elocuente. A decir de propios y extraños, el convento de Santo Domingo era la más hermosa construcción que existía en la ciudad.

## Centro de evangelización en doctrinas
El Convento de Santo Domingo, levantado curiosamente sobre un antiguo centro indígena, nació y tuvo su ser puesto en lugar de formación de frailes misioneros y centro de difusión doctrinal en las regiones aledañas. Por ello, buena parte de los dominicos asignados a este convento, trabajaron, especialmente durante los siglos xviii, siglo xvi y siglo xviii en doctrinas de indios, volviendo periódicamente a hacer vida regular. Fue importante la labor que durante el siglo xvi, varios de ellos hicieron en defensa de los indígenas, frente a la explotación de que eran objeto por los encomenderos. Hacia 1763 el Convento todavía estaba a cargo de las doctrinas de San Andrés, Morroa, Piojo, Malambo, Ciénaga, Gaira, Sitionuevo y Simaña.

## Lugar de formación y estudio
Este lugar se convirtió también en centro de estudios para los frailes. Tenía su propio noviciado e impartía la formación filosófica-teológica requerida por las constituciones de la Orden. Su estudio conventual fue erigido canónicamente y era el tercero en importancia, después de los de Santa Fe y Tunja. Asimismo, el convento de Santo Domingo, o "San José" de Cartagena tenía derecho a enviar anualmente dos frailes destacados a realizar estudios doctorales en la Universidad Santo Tomás de Santa Fe. Incluso, llegó a dar clases de teología, de obligatoria asistencia, a sacerdotes seculares y clérigos de órdenes mayores que residían en la ciudad.

## Centro económico
Cartagena era ciudad portuaria y comerciante por naturaleza y el convento dominicano no podía escapar a este ambiente de negocios. Por ello, la comunidad adquirió pronto muchos bienes muebles e inmuebles y se convirtió en una importante entidad crediticia, gracias al sistema de censos, capellanías y obras pías, favoreciendo la llamada por los historiadores “economía de salvación”.

## Colaborador del tribunal de la inquisición
Es sabido que en 1610 se inauguró la Inquisición en Cartagena de Indias, y aunque los dominicos no estuvieron al frente del tribunal (salvo en una oportunidad), sí colaboraron, como las demás comunidades religiosas de la ciudad, en el papel de calificadores, encargados de estudiar teológicamente las proposiciones consideradas heréticas, y de buscar el arrepentimiento del acusado. Por otra parte, en este convento cartagenero se celebraron al menos dos autos de fe, en 1648 y 1654.

## Cementerio
El Convento dominicano de Cartagena, como era usual en los sitios sagrados por entonces, fue un lugar muy apetecido para que las personalidades de la ciudad enterraran a sus muertos, actos que se convertían en masivos en tiempos de epidemias. Durante las excavaciones realizadas para el proceso de restauración del Convento, se encontró un significativo número de tumbas de niños en patios y corredores del mismo, lo que da pistas para un estudio sobre la mortalidad infantil durante la época.
En el cementerio del convento está enterrado el almirante español Don Blas de Lezo, que defendió la ciudad del gran ataque inglés del sitio de Cartagena de Indias, en 1741.

## Crisis y extinción de la comunidad conventual
La crisis del convento de Santo Domingo fue tanto física como humana y comenzó aproximadamente en la primera mitad del siglo XVIII. En primer lugar, los piratas que con frecuencia atacaban la ciudad, saquearon varias veces el convento, destruyéndose en cada incursión, una buena parte de su rico arte.
Por otra parte, las malas relaciones entre la comunidad conventual y las autoridades llevaron a que en más de una oportunidad, el edificio fuera ocupado durante semanas por las tropas reales, convirtiéndolo en cuartel provisional. Durante esas ocupaciones los soldados causaban significativos destrozos. A las destrucciones humanas se añadieron las naturales. En 1761, debido a un temblor, se desplomó la mayor parte del edificio conventual; su reconstrucción fue lenta.
Otro grave problema fue la desmoralización de la comunidad, por disputas internas por el poder, y una progresiva relajación de la vida interna de los religiosos. Además, a lo largo del siglo XVIII se experimentó un progresivo aislamiento del Convento de Cartagena respecto al de Santa Fe de Bogotá, donde se encontraba la sede de la Provincia Dominicana.
Hay que tener en cuenta además que el declive de la ciudad como centro comercial, que se experimentó a partir de la segunda mitad del siglo XVIII, provocó la disminución de la población y afectó económicamente a todas aquellas instituciones que vivían de la renta, como los conventos.
Así, la guerra de Independencia encontró debilitada a la comunidad del convento de Santo Domingo; una buena parte de los frailes, partidarios de la Corona, prefirieron huir y quienes se quedaron no pudieron resistir a los destrozos que produjo, tanto en la comunidad, como en el edificio conventual, las batallas y asedios llevados a cabo, tanto por las tropas realistas, como por las patriotas. Entre 1815 y 1821 los pocos frailes que aún vivían, para ganarse la vida tomaron empleos de párrocos y capellanes, dispersos en los pueblos de la región; y a pesar de los esfuerzos realizados por reagruparlos, los priores de la época no pudieron evitar la aplicación de la Ley de Supresión de conventos menores, decretada en 1821. Cinco años más tarde, el convento fue ocupado por las tropas del gobierno colombiano, y al parecer por entonces sólo vivían en él de manera permanente, dos frailes; las fincas habían sido vendidas y no existían recursos para mantener el claustro.
Finalmente, el 15 de septiembre de 1833, se hizo saber a la curia provincial que el Convento de Santo Domingo había sido expropiado por el Gobierno y éste a su vez, lo había cedido a la Diócesis de Cartagena de Indias para sede del seminario que se proyectaba fundar. El obispo de la diócesis era Juan Fernández de Sotomayor, patriota reconocido por sus inclinaciones liberales y anti-conventuales. Él se manifestaba partidario de que las comunidades regulares tradicionales ya no eran necesarias en los “nuevos” tiempos decimonónicos.
Los pocos frailes que sobrevivieron, envejecieron en oficios de párrocos, y uno tras otro fueron muriendo, algunos en la miseria. Incluso, en los anales se registra en 1840 el arribo a Bogotá uno de ellos, en calidad de mendigo.
Esta fue la suerte de la comunidad del otrora pujante Convento de Santo Domingo. El edificio, por su parte, quedó en manos de la Diócesis y después Arquidiócesis de Cartagena de Indias por más de 170 años, en regular estado de conservación, hasta que esta, finalmente, lo cedió en comodato a la Agencia Española de Cooperación Internacional que a través de su exitoso programa de Escuelas Taller realizó una importante restauración del edificio con el fin de instalar en él un Centro de Formación que tiene por objetivo la trasmisión de conocimientos entre técnicos de las administraciones de países iberoamericanos además de convertirlo en uno de los centros culturales más activos y dinámicos de la región.